# 劉易斯鎮區 (北達科他州博蒂諾縣)
劉易斯鎮區（英語：Lewis Township）是位於美國北達科他州博蒂諾縣的一個鎮區。

## 地方資料
劉易斯鎮區的面積為93.12平方千米，皆為陸地。根據2010年美國人口普查的數據，當地共有人口34人，而人口密度為每平方千米0.37人。